# San Damiano al Colle
San Damiano al Colle ist eine norditalienische Gemeinde (comune) mit 607 Einwohnern (Stand 31. Dezember 2023) in der Provinz Pavia in der südwestlichen Lombardei. Die Gemeinde liegt etwa 23 Kilometer südwestlich von Pavia in der Oltrepò Pavese, gehört zur Comunità Montana Oltrepò Pavese und grenzt über den Bardanezza unmittelbar an die Provinz Piacenza (Emilia-Romagna). 